# Chavo Guerrero, Jr.
Chavito Guerrero, Jr.  "Chavo" este un wrestler mexican-american născut pe 20 octombrie 1970 care este cunoscut cel mai bine pentru timpul sau petrecut în WWE, WCW și TNA si pentru mișcarea sa de final: Saltul Broscuței. Chavo face parte din Familia Guerrero, o dinastie de luptători. Este fiul lui Chavo Guerrero, Sr. și nepotul lui Hector si regretatului Eddie Guerrero.

## WCW (1994-2001)
Guerrero a semnat un contract cu ECW un contract pe 6 ani în 1994. Aici el a fost odată campion mondial al televiziuni si odata campion WCW la echipe cu Corporal Cajun

## WWF/E (2001-2011)
După terminarea contractului cu WCW, Guerrero a plecat în WWF (cunoscută azi sub numele de WWE)unde a obtinut centura ECW o data, centura Cruiserweight în 4 ocazi și centura Tag Team de 2 ori cu Eddie Guerrero.
Pe 25 iunie 2011, Chavo a cerut concedierea sa din WWE iar empresa i-a oferito.

## Viața profesională din afara ringului
În 2010, Guerrero a apărut pentru un episod în serialul Hannah Montana. Între 4 februarie 2011 și 27 iulie 2012 Chavo a fost comentator la Smackdown unde a primit premiul de comentatorul anului în 2011.

## Viața personală
El sa căsătorit în 2005 cu Susan Vasquez (azi, Susan Guerrero) cu care are 2 copii

## Legături externe
- TNA Wrestling profile Arhivat în 1 august 2012, la Wayback Machine.
- Chavo Guerrero, Jr. pe Twitter